# Daniel Kehr
Daniel Louis Guillaume Kehr (* 26. Juni 1882 in Elbeuf; † 18. Juli 1948 in Albi) war ein französischer Turner.

## Leben und Karriere
Kehr nahm an den zweiten Olympischen Sommerspielen 1900 in der Hauptstadt Paris teil, belegte in dem als „Championnat International de Gymnastique“ bezeichneten Einzelmehrkampf (dem einzigen ausgetragenen Wettbewerb im Turnen) den 120. Rang unter 135 Teilnehmern und erreichte dabei nach Austragung der sechzehn Disziplinen insgesamt 178 von 320 maximal möglichen Punkten.